# Jean-François Goupilleau
Pour les articles homonymes, voir Goupilleau.
Jean-François Goupilleau, dit Goupilleau de Fontenay, né à Apremont-sur-Vie (Vendée) le 25 juillet 1753, mort à Montaigu (Vendée) le 11 octobre 1823, est un notaire et un député français. Il est le cousin germain de Philippe-Charles-Aimé Goupilleau.

## Biographie
Issu d'une vieille famille bourgeoise du Bas-Poitou, son père est notaire apostolique d'Apremont (Vendée) ; Jean Goupilleau est le dixième de douze enfants. Il étudie le droit à Poitiers avant de s'engager en 1774 dans un régiment de dragons, d'où son surnom de « Dragon ». Il quitte le  régiment de Lauzun en 1776, continue son droit à Paris et s'établit notaire à Montaigu (Vendée) en 1780.
En 1789, avec son cousin Jean-Victor, Jean-François Goupilleau de Fontenay rédige le cahier de doléances du tiers état de Montaigu et assiste comme électeur à la réunion des trois ordres à Poitiers pour les élections aux États généraux. Le 16 mars 1789, il est élu député de la sénéchaussée de Poitiers aux États généraux, où il siège parmi les députés du tiers état, à compter du 26 mars 1789.

Esquisse du Serment du Jeu de Paume, par Jacques-Louis David, dessin, château de Versailles

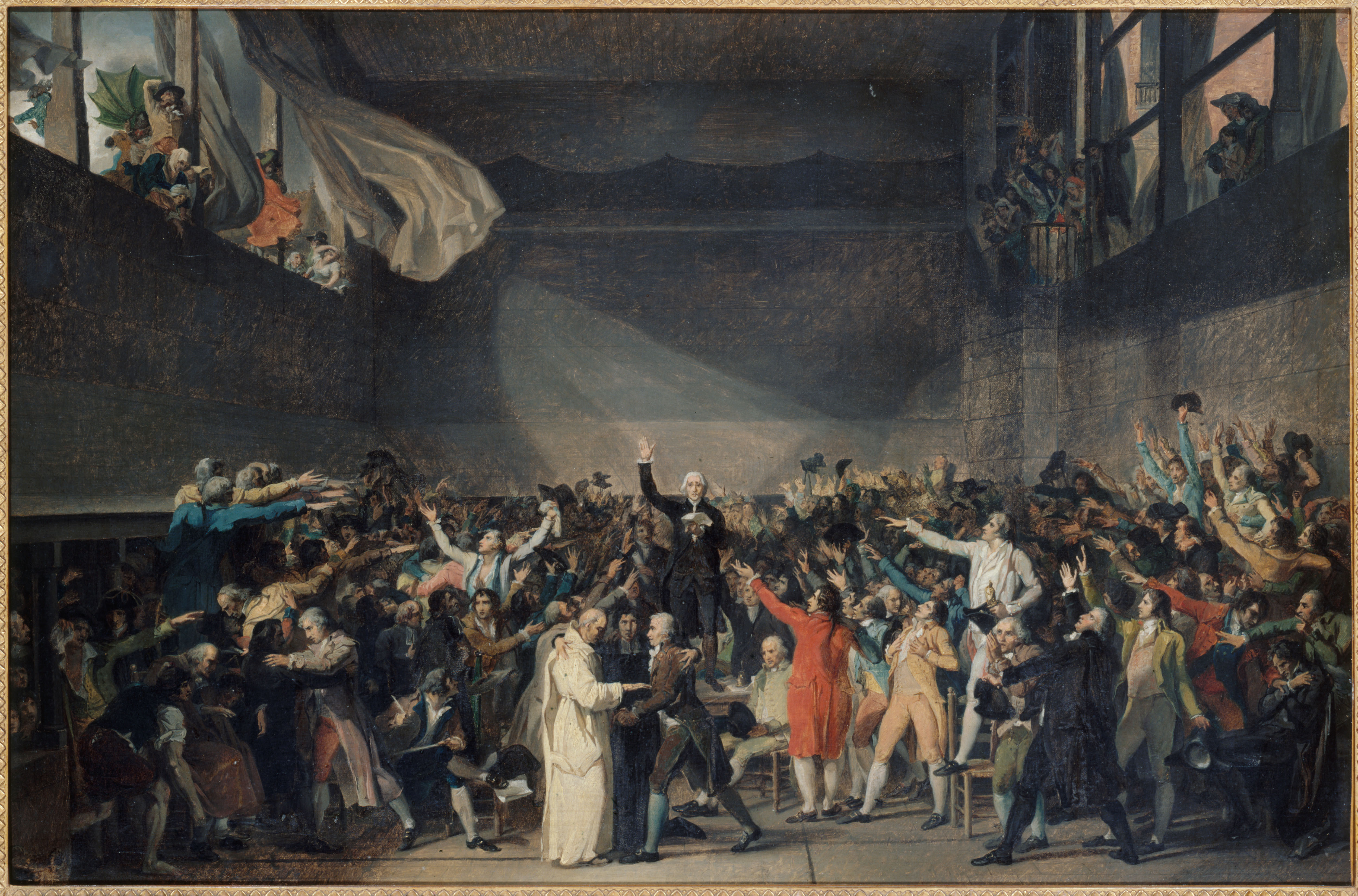
Serment du Jeu de Paume, par Jacques-Louis David, étude, huile sur toile,, Paris, musée Carnavalet

Malade au moment de la séance du Serment du Jeu de paume, il se fait porter dans un fauteuil pour prêter serment, mais il ne peut pas être identifié sur l'esquisse du tableau de Jacques-Louis David,.
Lors de la nuit du 4 août, il se fait remarquer par son ardeur. Secrétaire de l'Assemblée le 11 septembre, membre du comité des rapports, défend la liberté du droit de pétition, ainsi que le transfert du chef-lieu de Vendée à La Roche-sur-Yon (septembre 1790) ; il s'installe cette année-là à Fontenay-le-Comte d'où l'ajout à son nom pour le différencier de son cousin dit de Montaigu. En 1791, il s'oppose au cens électoral et se montre hostile à l'égard des prêtres réfractaires, des nobles et des émigrés.
À la séparation de l'Assemblée constituante son mandat prend fin le 30 septembre 1791. Les constituants ne pouvant être élus à la Législative, il obtient d'être nommé greffier du tribunal criminel de la Vendée à Fontenay.
De même, il se fait élire, en novembre 1791, président de la « Société ambulante des amis de la Constitution de Vendée » qui diffuse l'esprit révolutionnaire dans le département, et, en décembre, il devient colonel des gardes nationales et volontaires de la ville et du district de Fontenay.
Le 3 septembre 1792, il est élu député de la Convention, le 1er sur 9, avec 254 voix sur 360 votants ; il siège sur les bancs de la Montagne, mais il est plus souvent en mission. Envoyé dans le Var en janvier 1793, absent au début du procès de Louis XVI, au 3e appel nominal, il se déclare en même temps pour la culpabilité, contre l'appel, pour la mort et contre le sursis. Il est envoyé ensuite dans le Loir-et-Cher, l'Indre-et-Loire pour le recrutement des 300 000 hommes décrété par l'Assemblée (24 février).
Il est en Vendée (6 avril), à l'Armée des côtes de La Rochelle (30 avril), dans l'Allier, le Puy-de-Dôme, la Haute-Loire, la Corrèze, le Cantal, la Creuse pour une levée extraordinaire de cavalerie (8 octobre). Lors de sa mission dans l'Ouest, il accuse Westermann de pillages inutiles et destitue Rossignol. Ce dernier fait appel à la Convention, il est défendu le 28 août par Bourbotte qui accuse Goupilleau « d'avoir sacrifié les intérêts de la République à des considérations locales ». Rossignol est maintenu dans ses fonctions et Goupilleau rappelé. N'ayant pu se justifier, il ne paraît plus aux Jacobins et se prononce comme son cousin Philippe-Charles de Montaigu contre Robespierre, le 9-Thermidor.
En septembre 1794, il entre au Comité de sûreté générale et fait libérer nombre de prisonniers, tout en demandant, le 1er fructidor (18 août 1794), le maintien du gouvernement révolutionnaire. Il fait également emprisonner Rossignol que le Comité de salut public fera relâcher. Le conventionnel Rovère écrit à Goupilleau de Montaigu, alors en mission dans le midi, écrit le 9 brumaire an III (30 octobre 1794) : « Son entrée au comité de sûreté générale lui avait tourné la tête ; il était devenu brusque, hautain, indécis entre les hommes de sang et ceux qui pensent comme toi et moi. ».
Le 18 brumaire an III (8 novembre 1794), il est envoyé auprès de l'Armée des Pyrénées-Orientales et joue un rôle dans la négociation de paix avec l'Espagne. À son retour à Paris, il demande des lois répressives contre la presse le 3 vendémiaire an IV (25 septembre 1795). Il est adjoint à Paul Barras pour défendre l'Assemblée lors de l'insurrection royaliste du 13 vendémiaire (5 octobre 1795).
Le 21 vendémiaire (13 octobre 1795), il est élu député de Vendée du Directoire au Conseil des Anciens par 76 voix sur 98 votants et est choisi comme secrétaire le 2 frimaire (23 novembre). Il fait voter un dégrèvement de contributions en faveur des départements de l'Ouest ayant souffert de la guerre civile.
Non réélu en germinal an V (1797), étant sans ressources, il obtient une place d'administrateur du mont-de-piété à Paris, qu'il conserve jusqu'à la Restauration.
Ayant adhéré à l'Acte additionnel durant les Cent-Jours, et frappé par la loi du 12 janvier 1816 qui condamne les régicides, il s'exile à Bruxelles, puis à Liège. Il obtient l'autorisation de revenir en France en 1819 et s'installe auprès de son cousin à Montaigu, où il s'occupe de botanique et de la culture des tulipes. Touché par le décès de son parent, le 1er juillet 1823, il meurt à son tour le 11 octobre 1823.

## Sources
- « Jean-François Goupilleau », dans Adolphe Robert et Gaston Cougny, Dictionnaire des parlementaires français, Edgar Bourloton, 1889-1891 [détail de l’édition]
- Émile Gabory, Les guerres de Vendée, Robert Laffont, 1912-1931 (réimpr. 1993), page 698.
- Mireille Bossis et Philippe Bossis, Philippe-Charles-Aimé Goupilleau de Montaigu, Les apprentissages d'un Révolutionnaire vendéen, Geste Édition/Connaissances et Savoirs, 2006.
- Charles-Louis Chassin, Études documentaires sur la Révolution française : lire en ligne sur Gallica.
  - La préparation de la guerre de Vendée(1789-1793), 3 tomes, 1892 ;
  - La Vendée patriote (1793-1800), 4 tomes, 1893,94,94,95 ;
  - Les Pacifications de l'Ouest (1794-1801), 3 tomes, 1896, 1897, 1899 ;
  - La Vendée et la chouannerie. Table générale et alphabétique, Imprimerie Paul Dupont, Paris, 1900.
- Correspondance intime du Conventionnel Rovère avec Goupilleau de Montaigu en Mission dans le Midi après la Terreur(1794-1795), édition de M. Jouve et M. Giraud-Mangin, Nîmes-Debroas, 1906, lire en ligne sur Gallica.
- Adolphe Robert, Gaston Cougny (dir.), Dictionnaire des parlementaires français de 1789 à 1889, Paris, Edgar Bourloton, 1889, tome 3, (de Gossin à Goupilleau), p. 219-220.
- Jean Tulard, Jean-François Fayard, Alfred Fierro, Histoire et dictionnaire de la Révolution française.
- Arthur Conte, Sire, ils ont voté la mort. La condamnation de Louis XVI, Robert Laffont, 1966, 477 p.